# پروین بولدان
پروین بولدان (انگلیسی: Pervin Buldan؛ زادهٔ ۶ نوامبر ۱۹۶۷) یک سیاست‌مدار کرد اهل ترکیه و رئیس فراکسیون حزب دموکراتیک خلق‌ها در پارلمان ترکیه است.

## زندگی شخصی
پروین بولدان زادهٔ سال ۱۹۶۷ میلادی در استان حکاری ترکیه می‌باشد. او در آنجا بزرگ شد و به مدرسه رفت و از همانجا به دبیرستان رفت و فارغ‌التحصیل شد، و به عنوان یک کارمند در یک ادارهٔ دولتی آغاز به کار کرد. وی در سن ۱۹ سالگی با پسر عموی خود ساواش بولدان ازدواج کرد. این زوج در سال ۱۹۹۰ به استانبول نقل مکان کردند. در آنجا پروین بولدان به کار خانه‌داری می‌پرداخت. یک سال بعد فرزند اول پروین نچیروان به دنیا آمد و شوهرش هم به کار تجارت مشغول شد. 
در سال ۱۹۹۳، زندگی آن‌ها تغییر کرد، چون نخست‌وزیر ترکیه سخنرانی‌ای کرد و اظهار داشت که دولت فهرستی از تاجران کُرد را دارد که از حزب کارگران کردستان پشتیبانی مالی می‌کنند و این تاجران باید پاسخگو باشند. پس از آن سخنرانی سواش مانند دیگر تاجران کُرد یک سری تماس تلفنی تهدیدآمیز دریافت کرد. در ۳ ژوئن ۱۹۹۴ شوهر پروین یعنی سواش و دو دوستش پس از ترک هتل ربوده شدند. روز بعد اجساد آن‌ها در حاشیهٔ رودخانه‌ای پیدا شد. آن‌ها زخم‌های شکنجه سنگینی را به همراه داشتند و در سرشان تیر خلاص خورده بود. در همین روز یعنی ۴ ژوئن پروین بولدان دختر خود زلال را به دنیا آورد.

## زندگی سیاسی
پروین بولدان در ژوئیهٔ ۲۰۰۷ به عنوان کاندیدای مستقلی در انتخابات پارلمانی ترکیه حضور یافت و به عنوان نمایندهٔ مجلس برای ایغدیر وارد پارلمان ترکیه شد. وی در انتخابات عمومی ۱۲ ژوئن ۲۰۱۱ برای دومین دوره انتخاب شد. در سال ۲۰۱۳ وی به عنوان بخشی از روند صلح میان حزب کارگران کردستان و دولت ترکیه به عنوان معاون رئیس حزب صلح و دموکراسی (BDP) به جزیرهٔ آمارای نزد عبدالله اوجالان رفت. البته این روند هم به نتیجه نرسید و در سال ۲۰۱۵ جنگ بین دولت ترکیه و حزب کارگران کردستان آغاز شد.
پروین بولدان در ۱۱ فوریهٔ ۲۰۱۸ به عنوان رئیس مشترک حزب دموکراتیک خلق‌ها (HDP) به همراه سیزلی تملی انتخاب شد. وی در انتخابات پارلمانی ۲۴ ژوئن ۲۰۱۸ به عنوان نمایندهٔ پارلمان استانبول برای حزب دموکراتیک خلق‌ها انتخاب شد.